# مارتي فاين
مارتي فاين (بالإنجليزية: Marty Fine)‏ هو مدير فني أمريكي، ولد في 30 يوليو 1959.